# Vashti (cràter)
Vashti és un cràter d'impacte en el planeta Venus de 17 km de diàmetre. Porta el nom d'un antropònim persa, i el seu nom va ser aprovat per la Unió Astronòmica Internacional el 1994.